# Scottopsyllus herdmani
Scottopsyllus herdmani är en kräftdjursart som först beskrevs av I.C. Thompson och A. Scott 1900.  Scottopsyllus herdmani ingår i släktet Scottopsyllus, och familjen Paramesochridae. Arten är reproducerande i Sverige.